# Григорян, Арам Арамаисович
Арам Арамаисович Григорян (арм. Արամ Արամայիսի Գրիգորյան; род. 27 сентября 1977, Степанакерт) — политик Нагорно-Карабахской Республики, депутат Национального собрания Республики Арцах 5-го (2010), 6-го (2015) и 7-го (2020) созывов.

## Биография
Родился 27 сентября 1977 года в городе Степанакерте, НКАО, Азербайджанская ССР. В 1993 году, окончив среднюю школу № 10 Степанакерта, поступил на медико-биологический факультет Арцахского государственного университета (АрГУ).
В 1993—1995 годах служил в вооруженных силах НКР. В 1995 году продолжил учёбу и в 1999 году окончил Ереванский государственный медицинский университет имени М. Гераци. В 2002 году на базе полученных медицинских знаний окончил клиническую ординатуру по общей хирургии. В 2003 году в диагностическом центре Республиканской больницы Армении проходил клиническую ординатуру по эндоскопии. В 2003 году перевёлся в ЗАО «Республиканская больница» непризнанной НКР в качестве врача-хирурга, врача-эндоскописта.
В 2004 году окончил заочное отделение экономического факультета АрГУ.
С 2008 по 2009 год занимал должность заместителя министра здравоохранения НКР. С 1 ноября 2009 года был освобожден от должности по собственному желанию с целью вернуться к работе по специальности в республиканскую больницу.
Женат, имеет троих детей.

## Политическая деятельность
23 мая 2010 года на парламентских выборах был избран депутатом Национального собрания Республики Арцах 5-го созыва по 4 мажоритарному округу города Степанакерта. 10 июня 2010 года был избран заместителем председателя постоянной комиссии по социальным вопросам, а с 2012 года  — и постоянной комиссии по вопросам здравоохранения. В 2013 году избран председателем постоянной комиссии по здравоохранению и социальным вопросам.
Член партии «Свободная Родина» («Азат Айреник»).
В 2015 году переизбран в парламент по пропорциональному списку партии «Свободная Родина». В мае 2015 года избран председателем постоянной комиссии по здравоохранению и социальным вопросам. С июня 2018 по 2020 год работал председателем постоянной комиссии по вопросам финансов, бюджета и экономического управления.
31 марта 2020 года на парламентских выборах в Национальное собрание Республики Арцах 7-го созыва избран депутатом по пропорциональному списку блока партий «Свободная Родина-ОГА».

## Награды
- Медаль «Мхитар Гош» (2018).